# Amor sin maquillaje
Amor sin maquillaje é uma mininovela mexicana produzida por Rosy Ocampo para a Televisa e exibida pelo Canal de las Estrellas entre 17 de setembro a 19 de outubro de 2007, em 25 capítulos, substituindo Lola, érase una vez e sendo substituída por Palabra de mujer.
A trama homenagenou os 50 anos das telenovelas no México e relatava a vida dos maquiadores, diretores, escritores, editores, atores entre outros.

## Sinopse
Pina é uma maquiadora que vive com mãe e sua avó, que também foram maquiadoras na Cidade do México. Elas vivem na cidade desde que sua avó ficou viúva. Pina sonha em ser escritora de telenovelas, e em seu tempo livre ela estuda no centro de escritores da Televisa. Lá ela escreve sua primeira telenovela, intitulada "Amor Oculto".
Pina se apaixona por Héctor Ibarra, um ator muito popular, porém, arrogante e malvado. Ele pede a ela que vá com ele a Miami, ela se nega, então Héctor rouba sua telenovela e registra a obra como sendo sua. Pina fica no México e descobre que está grávida de Héctor e cheia de dor e sofrimento pela sua traição. Quando ele volta para protagonizar a telenovela "Amor Oculto", Pina é contratada como maquiadora da telenovela que ela escreveu.
Por outra parte, Lupita, mãe de Pina, que foi abandonada por seu marido quando Pina era uma criança, se espanta pela volta do pai de Pina, vinte anos depois, por querer o seu perdão. Ao chegar, ele descobre que Lupita tem outro amor em sua vida. Verónica, a avó de Pina, é uma antiga maquiadora que vive recordando seus anos de trabalho na Televisa, maquiando e vivendo experiências junto aos grandes atores das telenovelas que levam emoção a milhares de espectadores.

## Elenco
- Marlene Favela - Josefina "Pina" Cárdenas Velázquez
- Sergio Goyri - Héctor Ibarra
- Lucía Méndez - Guadalupe "Lupita" Velázquez
- Carmen Montejo - Verónica vda. de Velázquez
- Nora Salinas - Adriana
- Enrique Rocha - Rafael
- Eduardo Santamarina - Juan David
- Jacqueline Andere - Diana
- Erika Buenfil - Melissa
- Verónica Castro - Lorenza
- Yadhira Carrillo - Ernestina
- Ricardo Blume - Jayme Allande
- Mayrín Villanueva - Paula
- Joan Sebastian - Alex
- Helena Rojo - Inés Rivera
- César Évora - Pedro Ríos
- Daniela Romo - Fernanda Duarte
- Sabine Moussier - Beatriz Cristo
- Julio Alemán - Esteban Tavarez
- Alejandro Ibarra - Valentín
- Sherlyn - Vanessa
- Alicia Machado - Marina
- Jacqueline Voltaire - Martha
- Catherine Papile - Claudia
- Benjamín Islas - Dr. Diego

Participações especiais
- Alfonso Iturralde
- Patrícia Navidad
- Claudio Báez
- Luis Bayardo
- Carla Estrada
- Carlos Bracho
- Mara Patricia Castañeda
- Sharis Cid
- Joaquín Cordero
- Luis Couturier
- Alejandra Barros
- Lorena Enríquez
- Diana Golden
- Gabriela Goldsmith
- Héctor Gómez
- Erick Guecha
- Aarón Hernán
- Enrique Lizalde
- Ignacio López Tarso
- Angélica María
- Alejandra Meyer
- Ernesto Laguardia
- Gerardo Murguía
- Silvia Pinal
- Juan José Origel
- Conrado Osorio
- Raúl Padilla
- José Luis Reséndez
- Fernando Robles
- Adriana Roel
- Alma Muriel
- María Rubio
- Alejandro Ruiz
- Otto Sirgo
- Gastón Tuset
- Juan Verduzco